# جورج فيشر (سياسي)
جورج فيشر (بالإنجليزية: George Fisher)‏ هو محامي وسياسي أمريكي، ولد في 17 مارس 1788، وتوفي في 26 مارس 1861 بنيويورك في الولايات المتحدة. انتخب عضو مجلس النواب الأمريكي.